# 1235
1235 (MCCXXXV) je bilo navadno leto, ki se je po julijanskem koledarju začelo na ponedeljek.

## Dogodki

### Evropa
- maj - Rimsko-nemški cesar Friderik II. pod krinko prečka dobro zastražene alpske prelaze z namenom, da disciplinira svojega sina in nemškega kralja Henrika. To mu uspe in nesojeni kralj Henrik se mora odreči nemški kroni, nakar je aretiran in zaprt. Friderik II. za novega nemškega kralja imenuje najmlajšega mladoletnega sina Konrada, ki je hkrati že jeruzalemski kralj. Regent je seveda njegov oče, Friderik II.
- 27. maj - Kanonizacija Elizabete Ogrske.
- 15. julij - Cesar Friderik II. se poroči še v tretje. Tokrat z angleško princeso Izabelo, sestro Henrika III.

- 9. avgust - Papež Gregor IX. proglasi madžarskega vojvoda Kolomana, ki vodi križarsko vojno proti odpadniški Bosanski cerkvi, za bana Bosne. Verniki Cerkve, ki se je odtujila tako katolištvu kot pravoslavju se umaknejo v gore in gozdove ter začno z gverilskom bojevanjem proti križarjem. 1237 ↔
- 5. september - Umrlega vojvodo Brabanta Henrika I. nasledi Henrik II.
- 21. september - Umrlega kralja Ogrske Andreja II. nasledi sin Béla IV.
- Severnonemško mesto Oldenburg prevzame zakone[1] mesta Lübeck, korak v postopnem oblikovanju trgovsko-politične zveze Hansa.
- Hiberno-normanski plemič Richard Mor de Burgh zbere vojsko irskih normanskih baronov in izvede invazijo na irsko kraljevino Connacht ter izžene kralja Felima O'Connorja.
- Po umrlem iure uxoris boulognjskem grofu Filipu I. grofijo Boulogne ponovno samostojno vodi dedinja Matilda II.
- Bolgarski car Ivan Asen II. in nikejski cesar Ivan III. Dukas Vatac se s poroko njunih pomladkov sorodstveno povežeta. Pravoslavni patriarhi privolijo v ustanovitev Bolgarskega patriarhata.
- Obleganje Konstantinopla:  koalicija Bolgarov in Bizantincev Nikejskega cesarstva oblega Konstantinopel. Latinsko cesarstvo je skrčeno zgolj na Konstantinopel z nekaj otoki v Marmarskem morju. Mesto uspešno ubrani 80 letni regent Ivan Briennski z asistenco vojvode Naxosa Angela Sanuda in Benečanov.
- Rekonkvista: aragonski kralj Jakob I. osvoji še muslimansko Ibizo in s tem zaključi osvajanje Balearov.
- Ustanovitev Univerze v Orléansu.
- Angleški teolog Aleksander iz Halesa začne z delom Summa theologica, komentarjem k Lombardovim Sentencam.
- Prav tako angleški teolog Robert Grosseteste postane škof Lincolna.
- Ustanovljen samostan Mileševa

### Azija
- Mongolski general Čormagan osvoji mesto Gandžak. Razen najbolj trdovratnih upornikov se Mongolom podredijo vsa armenska in gruzijska mesta. 1236 ↔
- Umrlega trapezuntskega cesarja Andronika I. nasledi Ivan I., ki rumskemu sultanu Kejkubadu I. obnovi vazalno prisego.
- Koreja: Mongoli začno ponovno vpadati in sejati teror na ozemljih, ki so še pod nadzorom Korejcev. 1236 ↔
- Indija: delhijski sultan Iltutmiš osvoji hindujsko mesto Ujjain in uniči templje.

### Afrika
- Ifrikija: Abu Zakarija, ustanovitelj dinastije Hafsidov, razširi oblast na vzhodni Magreb (današnjo obalo Alžirije).
- Magreb: berberski vojščak Jagmurasan ibn Zajan začne z vojno proti Almohadom - začetek dinastije Zajanidov kraljevine Tlemcen. 1556 ↔
- Bitka pri Kirini, Mali: Sundiata Keita, kralj ljudstva Mandinka, premaga vojsko Soumaora Kantéja, kralja ljudstva Sosso. Zmaga Sundiata Keitaja je pomemben korak k ustanovitvi Malijskega cesarstva v zahodni Afriki (1235-1600).

## Rojstva
- 2. november - Henrik Almainški, angleški princ († 1271)
- 19. november - Henrik XIII. Wittelsbaški, bavarski vojvoda († 1290)
- Arnold iz Villanove, katalonski zdravnik[2] († 1311)

Neznan datum
- Benedetto I. Zaccaria, genovski admiral, baron Iosa († 1307)
- papež Bonifacij VIII. († 1303)
- Dafydd ap Gruffydd, valižanski princ  († 1283)
- Elizabeta iz Wetzikona, švicarska opatinja, de facto vladarka Züricha († 1298)
- Guido Guinizzelli, italijanski pesnik († 1276)
- Guittone d'Arezzo, italijanski (toskanski) pesnik († 1294)
- Hugo III., ciprski in jeruzalemski kralj († 1284)
- Jakob iz Maerlanta, flamski pesnik († 1300)
- Jolanda Poljska, madžarska princesa, vojvodinja Velikopoljske, redovnica († 1298)
- Muhamad II. al-Fakih, granadski emir († 1302)
- Peter iz Dacije, švedski menih († 1289)
- Plesanca Antiohijska, ciprska kraljica, jeruzalemska regentinja († 1261)
- Remigio dei Girolami, italijanski teolog († 1319)
- Qian Xuan, kitajski slikar († 1305)
- Salomon Adreth, španski judovski teolog in rabin († 1310)

## Smrti
- 5. september - Henrik I., vojvoda Brabanta in Spodnje Lotaringije (* 1163)
- 12. september - Andrej II., ogrski kralj (* 1177)
- 5. november - Elizabeta Švabska, kastiljska kraljica (* 1203)

Neznan datum
- Andronik I., trapezundski cesar
- Blacatz, okcitanski trubadur (* 1165)
- Cadenet, provansalski trubadur (* 1160)
- David Kimhi, provansalski rabin, filozof, slovničar (* 1160)
- Ibn al-Farid, arabski pesnik, sufi (* 1181)
- Filip I., grof Boulogneja (* 1201)
- Izak Slepi, provanskalski judovski rabin, mistik (* 1160)